# Martin Unterberger
Martin Unterberger (* 1967 in Tegernsee) ist ein deutscher Musiker und Komponist.

## Leben
Martin Unterberger wurde 1967 in Tegernsee geboren.
2001 komponierte Unterberger für den Film Die Scheinheiligen seine erste Filmmusik.

## Filmografie
- 2001: Die Scheinheiligen
- 2006: Plötzlich Opa (Fernsehfilm)
- 2006: Meine bezaubernde Feindin (Fernsehfilm)
- 2007: Toni Goldwascher
- 2007: Die Lawine (Fernsehfilm)
- 2008: Der Sushi-Baron – Dicke Freunde in Tokio (Fernsehfilm)
- 2008: Zoogeflüster – Komm mir nicht ins Gehege! (Fernsehfilm)
- 2009: Schreibe mir – Postkarten nach Copacabana (Fernsehfilm)
- 2009: Gletscherblut
- 2010: Zimmer mit Tante (Fernsehfilm)
- 2012: Das Wunder von Merching (Fernsehfilm)
- 2012: Das Leben ist ein Bauernhof (Fernsehfilm)
- 2012: Tom und Hacke
- 2013: WorldSkills 2013
- 2013: Wer hat Angst vorm weißen Mann? (Wer hat Angst vorm weissen Mann?, Fernsehfilm)
- 2013: Die Gruberin (Fernsehfilm)
- 2014: Seitensprung (Fernsehfilm)
- 2014: Schluss! Aus! Amen! (Schluß! Aus! Amen!, Fernsehfilm)
- 2015: Utta Danella – Lügen haben schöne Beine
- 2016: Ente gut! Mädchen allein zu Haus
- 2017: 2 Sturköpfe im Dreivierteltakt (Zwei Tänzer für Isolde, Fernsehfilm)
- 2018–2019: Wilsberg:
  - 2018: Prognose: Mord
  - 2018: Die Nadel im Müllhaufen
  - 2019: Minus 196°
- 2019: Zwischen uns die Mauer
- 2019: Irgendwas bleibt immer (Fernsehfilm)
- 2020: Hochzeitsstrudel und Zwetschgenglück (Fernsehfilm)
- 2021: Tatort: Masken
- 2021–2022: Frühling:
  - 2021: Mit Regenschirmen fliegen
  - 2021: Ich sehe was, was du nicht siehst
  - 2022: Alte Liebe, neue Liebe
  - 2022: Das erste Mal
- 2022: Trügerische Sicherheit (Fernsehfilm)
- 2025: Das geheime Stockwerk